# Hæen
Hæen är en tätort i Hå kommun i Rogaland fylke i sydvästra Norge. Orten ligger vid sidan av Jærbanan, sydöst om tätorten Vigrestad.
Orten har tidigare tillhört dåvarande Ogna kommun.